# 1439
| [ Edytuj tabelę ]                          | |
| Król Polski                                | - 1434 Władysław III Warneńczyk 1444 |
| Współksiążęta Andory                       | - 1437 Arnau Roger de Pallars 1461 - 1436 Gaston IV 1472                                                                                               |
| Król Anglii                                | - 1422 Henryk VI 1461 |
| Król Aragonii i Walencji, hrabia Barcelony | - 1416 Alfons V Aragoński 1458 |
| Władca Azteków                             | - 1427 Itzcoatl 1440 |
| Elektor Brandenburgii                      | - 1415 Fryderyk I 1440 |
| Książę Bawarii-Ingolstadt                  | - 1413 Ludwik VII Brodaty 1443 |
| Książę Bawarii-Landshut                    | - 1393 Henryk XVI Bogaty 1450 |
| Książę Bawarii-Monachium                   | - 1438 Albert III 1460 |
| Książę Burgundii                           | - 1419 Filip III Dobry 1467 |
| Cesarz Bizancjum                           | - 1425 Jan VIII Paleolog 1448 |
| Sułtan Brunei                              | - 1433 Sulaiman 1473 |
| Cesarz Chin                                | - 1435 Zhu Qizhen 1449 |
| Król Cypru                                 | - 1432 Jan II 1458 |
| Król Czech                                 | - 1437 Albrecht II Habsburg 1439 |
| Król Danii                                 | - 1396 Eryk Pomorski 1439 |
| Dalajlama                                  | - 1391 Gendun Drup 1474 |
| Władca Egiptu                              | - 1438 Czakmak 1453 |
| Cesarz Etiopii                             | - 1434 Zara Jaykob Konstantyn 1468 |
| Król Francji                               | - 1422 Karol VII 1461 |
| Król Gruzji                                | - 1412 Aleksander 1442 |
| Hrabia Holandii                            | - 1433 Filip III Dobry (z Burgundii) 1467 |
| Władca Inków                               | - 1438 Pachacutec 1471 |
| Cesarz Japonii                             | - 1428 Go-Hanazono 1464 |
| Kalif                                      | - 1414 Al-Mu’tadid II 1441 |
| Król Kastylii i Leónu                      | - 1406 Jan II Kastylijski 1454 |
| Patriarcha Konstantynopola                 | - 1416 Józef II 1439 |
| Władca Korei                               | - 1418 Sejong Wielki 1450 |
| Wielki książę litewski                     | - 1432 Zygmunt Kiejstutowicz 1440 |
| Cesarz Majapahitu                          | - 1429 Suhita 1447 |
| Sułtan Maroka                              | - 1421 Abdulhak II 1465 |
| Książę Mediolanu                           | - 1412 Filip Maria 1447 |
| Senior Monako                              | - 1436 Jan I 1454 |
| Wielki książę moskiewski                   | - 1425 Wasyl II Ślepy 1462 |
| Król Nawarry                               | - 1425 Blanka I z Nawarry i Jan II Aragoński 1441 |
| Król Norwegii                              | - 1396 Eryk Pomorski 1442 |
| Sułtan Omanu                               | - 1435 Abu al-Hasan 1451 |
| Elektor Palatynatu                         | - 1436 Ludwik IV 1449 |
| Papież                                     | - 1431 Eugeniusz IV 1447 - 1439 Feliks V 1449 |
| Król Portugalii                            | - 1438 Alfons V 1481 |
| Cesarz Rzymski (niemiecki)                 | - 1438 Albrecht II Habsburg 1439 |
| Kapitanowie Regenci San Marino             | - 1438 Tommaso di Antonio Antonio di Simone Belluzzi 1439 - 1439 Luigi di Vita Niccolò di Sabattino 1439 - 1439 Sante Lunardini Bianco di Antonio 1440 |
| Despota Serbii                             | - 1429 Jerzy I Branković 1456 |
| Elektor Saksonii                           | - 1428 Fryderyk II Łagodny 1464 |
| Król Szkocji                               | - 1437 Jakub II 1460 |
| Król Szwecji                               | - 1396 Eryk XIII Pomorski 1439 - 1439 Karol VIII Knutsson Bonde 1440                                                                                   |
| Król Tajlandii                             | - 1424 Borommaracha Thirat II 1448 |
| Sułtan Turków                              | - 1421 Murad II 1444 |
| Doża Wenecji                               | - 1423 Francesco Foscari 1457 |
| Król Węgier                                | - 1437 Albert 1439 - 1439 Władysław I 1444 |
| Cesarz Wietnamu                            | - 1433 Lê Thái Tông 1442 |
| Wielki mistrz zakonu krzyżackiego          | - 1422 Paul Bellitzer von Russdorff 1441 |

Rok 1439 / MCDXXXIX
stulecia: XIV wiek ~
XV wiek ~
XVI wiek

lata: 1429 «
1434 «
1435 «
1436 «
1437 «
1438 «
1439
» 1440
» 1441
» 1442
» 1443
» 1444
» 1449

## Wydarzenia w Polsce
- 10 lutego – zawieszenie broni w Namysłowie pomiędzy pełnomocnikami Albrechta Habsburga i Władysława Warneńczyka
- 3 maja – w Nowym Korczynie przeciwnicy Zbigniewa Oleśnickiego (ze Spytkiem z Melsztyna na czele) zawiązali konfederację, która miała za zadanie bronić zagrożonych sądów ziemskich.
- 6 maja – w bitwie pod Grotnikami armia królewska rozgromiła polskich husytów pod wodzą Spytka z Melsztyna.
- 13 grudnia – w Piotrkowie odbył się sejm[1].
- 18 grudnia – Zbigniew Oleśnicki został mianowany pierwszym polskim kardynałem.
- Data dzienna nieznana:
  - Pożar w Krakowie, spłonęły budynki przy ulicach św. Anny, Szewskiej, Szczepańskiej i św. Mikołaja.
  - Spytek Melsztyński (1398–1439), wyklęty przez biskupa Zbigniewa Oleśnickiego

## Wydarzenia na świecie
- 16 stycznia – rozpoczął się sobór florencki.
- 6 lipca – została ogłoszona unia florencka na soborze zwołanym przez papieża Eugeniusza IV.

## Urodzili się
- 29 maja – Pius III, papież (zm. 1503).

## Zmarli
- 6 maja – Spytko z Melsztyna, wojewoda krakowski, kasztelan biecki (ur. 1398)
- 13 maja – Gemma z Goriano Sicoli, włoska rekluza, święta katolicka (ur. ok. 1375)
- 24 czerwca – Fryderyk IV Habsburg, książę Austrii i Tyrolu (ur. 1382)
- 5 września – Jan I opolski, książę opolski (ur. 1410/1413)
- 10 września – Konrad V Kącki, książę oleśnicki z dynastii Piastów (ur. ok. 1384)
- 16 października – Ambrož Hradecký, kaznodzieja i dowódca husycki (ur. ?)
- 27 października – Albrecht II Habsburg, król Niemiec, Węgier i Czech, arcyksiążę Austrii oraz książę Luksemburga (ur. 1397)